# Матвеев, Владимир Юрьевич
Владимир Юрьевич Матвеев (19 января 1948 — 4 марта 2015) — советский и российский искусствовед, кандидат искусствоведения, заместитель директора музея Эрмитаж.

## Биография
Владимир Юрьевич Матвеев родился в Калининграде. После демобилизации из Советской Армии в 1970 году пришёл работать рабочим в хозчасть Государственного Эрмитажа. Одновременно поступил в Ленинградский электротехнический институт (ЛЭТИ), в котором учился без отрыва от производства и окончил его в 1977 году.
В Эрмитаже Владимир Матвеев работал на различных должностях, начиная с лаборанта, в отделе истории русской культуры. В 1981 году он был назначен главным хранителем отдела русской истории. В 1988 году он защитил диссертацию на учёное звание кандидата искусствоведения. В 1990 году он был назначен на должность заместителя директора Эрмитажа по хранению.
Владимир Матвеев являлся одним из признанных специалистов по эпохе императора Петра I.
В 1995 году он был назначен заместителем директора Эрмитажа по выставкам и развитию. Активно сотрудничал с реставраторами других музеев, в частности, в Екатеринбурге при его участии была создана Эрмитажная школа реставраторов для реставраторов Урала и Сибири. За многолетнее сотрудничество с музеями Калининградской области он был в 2013 году награждён областным правительством медалью «За заслуги перед Калининградской областью».
Владимир Матвеев был женат, имел взрослых сына и дочь.

## Награды
- Орден Почёта (20 декабря 2004 года) — за многолетнюю плодотворную деятельность в области культуры и искусства[1].
- Медаль «За заслуги перед Калининградской областью»[2].

## Труды
- Матвеев В. Ю. Эрмитаж «Всемирный», или планета Эрмитаж. выставочная деятельность музея за рубежом и произведения из зарубежных собраний на выставках в государственном Эрмитаже: научно-справочное издание. Спб.: славия, 2012. 540 с., 22 ил. ISBN 978-5-9501-0237-0
- Матвеев В. Ю. Эрмитаж провинциальный или империя Эрмитаж
- Матвеев В. Ю. Эрмитаж «уединенный» или выставочная мозаика
- Матвеев В. Ю. Солнечные, лунные и звездные часы из собрания Эрмитажа. Каталог выставки. Ленинград, 1983. 20 с.